# 丁红都
丁红都（1965年1月—），男性，汉族，河南偃师人。中华人民共和国政治人物。1985年7月参加工作，1984年5月加入中国共产党。天津大学应用化学系高分子化工专业本科毕业，中山大学高级管理人员工商管理硕士专业在职工商管理硕士。

## 简历
1981年9月，在天津大学应用化学系高分子化工专业大学学习。1985年7月，任天津大学应用化学系团委副书记、党总支委员。1985年11月，任天津大学应用化学系团委书记、党支部书记。1988年6月，借调共青团中央研究室工作（其间：1987年9月至1989年7月，在南开大学政治学系思想政治教育专业学习）。
1992年6月，任共青团广州市委研究室副主任。1993年6月，任共青团广州市委研究室主任、秘书长。1994年2月，任共青团广州市委副书记、党组成员。1998年7月，任广州市农业工委副书记兼机关党委书记。2000年5月，任中共黄埔区委副书记。2003年2月，任中共花都区委副书记。2003年3月，兼任中共花都区政法委书记。2004年10月，任广州市环保局局长，在此期间，他曾在中山大学高级管理人员工商管理硕士班深造，2011年1月，升任中共广州市委常委，并兼任市委统战部部长。2011年12月，转兼任中共南沙区委书记，南沙开发区管委会主任、党工委书记。
2017年4月，外放地方，出任中共河源市委书记。2021年6月，他调离河源，回到广州，出任广东省民政厅党组书记。